# 尼斯卡尤納 (紐約州)
尼斯卡尤納（英語：Niskayuna）是一個位於美國紐約州斯克內克塔迪縣的鎮。

## 人口
根據2020年美國人口普查的數據，尼斯卡尤納的面積為38.95平方千米，當中陸地面積為36.65平方千米，而水域面積為2.31平方千米。當地共有人口23278人，而人口密度為每平方千米598人。